# Хаосмос
Хаосмос (від грец. χάος — хаос, прірва) — це поняття постмодерністської філософії, що фіксує особливий стан середовища, що не ідентифікується однозначно ні в системі опозицій хаос — космос, ні в системі відліку сенс — нонсенс, але характеризується іманентним і безмежним потенціалом упорядкування (продукуванням смислу) — за відсутності оприявленого порядку (семантики). Своєрідна модель світу, що накладається як матриця на будь-який рівень життя сучасного суспільства: соціум, економіку, політику, культуру, літературу. Світ як тотожність хаосу (відсутності порядку), осмосу (потенційного порядку) та космосу (вищого порядку); світ як множинне, рухливе, нелінійне, неієрархічне, безкінечне, неструктуроване, несистемне явище: немає єдиної істини: є все — і все відносне. 

## Виникнення
Термін «хаосмос» ввів Джеймс Джойс  (роман «Поминки за Фіннеганом» (1939) як продукт змішування понять хаос, осмос, космос. Поняття «X.» у класичному постмодернізмі тісно пов'язане з концептами «нонсенсу» і «нестабільності». Згідно рефлексивної оцінки класиків постмодернізму, сам феномен постмодерну «породжений атмосферою нестабільності»: культура епохи постмодерну орієнтована на осмислення саме нестабільності як такої,  — або, Ліотар, «пошук нестабільностей».